# Едре
Едре (перс. یدره‎) — село на севере Ирана, в остане Тегеран. Входит в состав шахрестана Демавенд. Является частью дехестана (сельского округа) Эбершиве бахша Меркези.

## География
Село находится в восточной части остана, к западу от реки Деличай, к югу от автодороги 79, на расстоянии приблизительно 34 километров (по прямой) к востоко-юго-востоку от города Демавенд, административного центра шахрестана. Абсолютная высота — 1875 метров над уровнем моря.

## Население
По данным переписи 2006 года население села составляло 46 человек (25 мужчин и 21 женщина). В Едрее насчитывалось 14 домохозяйств. Уровень грамотности населения составлял 67,4 %. Уровень грамотности среди мужчин составлял 76 %, среди женщин — 57,1 %.
В 2016 году в селе имелось 6 домохозяйств и проживало 19 человек (13 мужчин и 6 женщин).
Среди жителей распространён диалект демавенди мазандеранского языка.